# Мика, Майкл
Майкл Алафату Н. Мика (англ. Michael Alafatu N. Mika, род. 24 июля 1968, Лоуэр-Хатт, Веллингтон) — самоанский регбист, игравший на позиции пропа (столба), ныне юридический советник SANZAAR.

## Биография
Окончил университет Отаго в 1995 году по специальности «право» (степень бакалавра). Выступал на любительском уровне за регбийные команды университета Отаго, клубы «Стар» и «Кайкорай». На профессиональном уровне в чемпионате регионов Новой Зеландии играл за команды «Отаго» и «Саутленд». На профессиональном уровне выступал за «Отаго Хайлендерс» в Супер 12 и английский «Ковентри», проведя в составе последнего пять сезонов. Завершил карьеру в 2001 году после победы над командой «Рагби Лайонз».
За сборную Самоа играл с 1995 по 1999 годы, первую игру провёл 13 апреля 1995 года против ЮАР. В составе сборной вышел в четвертьфинал чемпионата мира 1995 года, также числился в заявке на ЧМ по регби 1999 года, но не сыграл ни одной встречи. По завершении игровой карьеры занялся юридической деятельностью: с 2003 года является сотрудником юридической фирмы «Preston Russell Law» в Инверкаргилле, занимаясь спортивным и семейным правом. Занимает также пост юридического технического советника в SANZAAR, сотрудничает с World Rugby и Oceania Rugby — крупнейшими управляющими органами по регби в мире и в Океании соответственно.
Супруга — Джейн, первый ребёнок родился в Уолсгрейве, после чего семья переехала в Данедин.